# De Welle (De Zande)
De Welle is een recreatiegebied en voormalig eiland, gelegen tussen de Hank en de IJssel. Dit eiland is verdeeld over het grondgebied van twee verschillende kernen van de gemeente Kampen: volgens het Centraal Bureau voor de Statistiek hoort de westzijde tot Kamperveen en de oostzijde tot Zalk.
De Welle heeft een gemengde functie van recreatie- en natuurgebied. Het eiland heeft meerdere dijkjes en plassen. Tevens is het een uiterwaardengebied van de IJssel, enigszins vergelijkbaar met het Maasplassengebied bij Roermond.
De westpunt van het eiland ligt ter hoogte van het Koeluchtersgat, de plek waar de nevengeul Hank aansluit op de IJssel. De oostpunt ligt op de plek waar de Hank afgedamd is en verbonden wordt met de uiterwaarden bij Zalk. Eeuwenlang behoorde De Welle tot het Kerspel Wilsum, tussen 1811 en 1937 bij de gemeente Wilsum. Eerder waren het ook twee eilanden verdeeld over twee gemeenten/kerspelen. Dit laat ook de Kadastrale kaart uit 1832 zien. De historische eilanden zijn verdeeld over enerzijds Kamperveen en anderzijds Wilsum, maar dragen dezelfde naam. Bij de plattegrond van de Gemeente Wilsum uit 1865 is dat ook te zien.
Aan de zuidzijde van De Welle lag in de 19e eeuw de Steenfabriek Wed. W. Berends ten Kate.

## Afbeeldingen

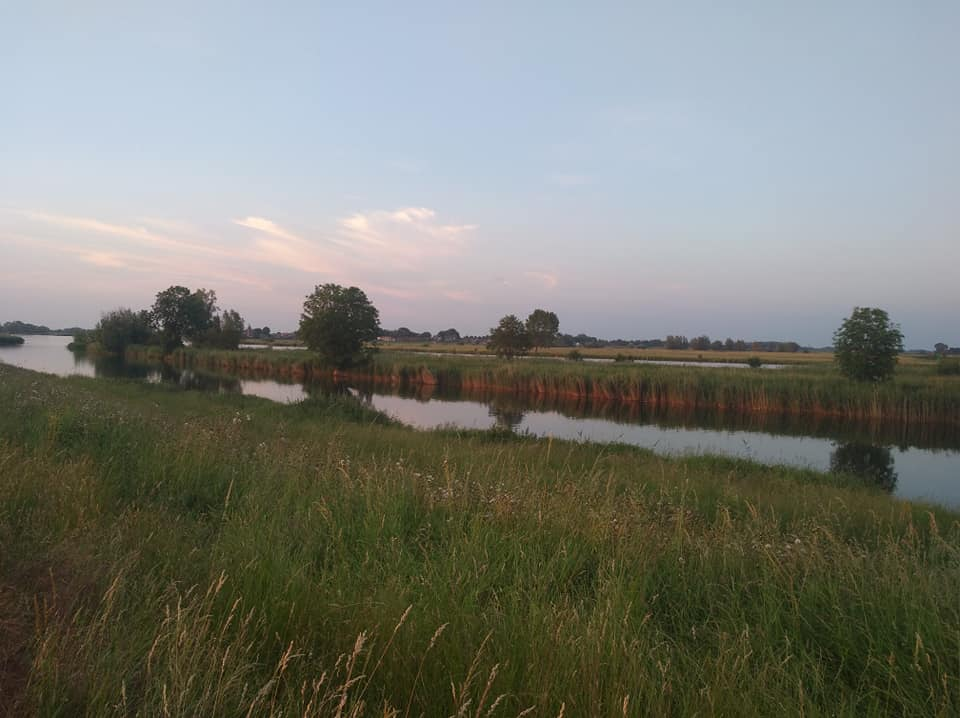
De westpunt van het eiland t.h.v. het Koeluchtersgat, de plek waar de Hank uitmondt in de IJssel
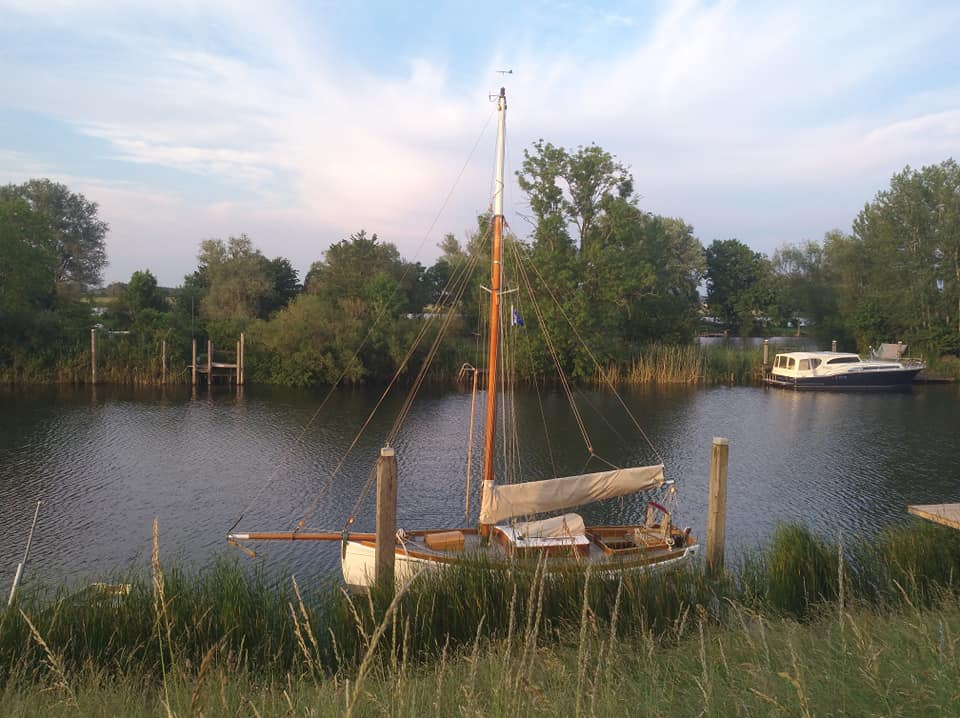
Boten in de Hank en doorkijk richting het eiland De Welle
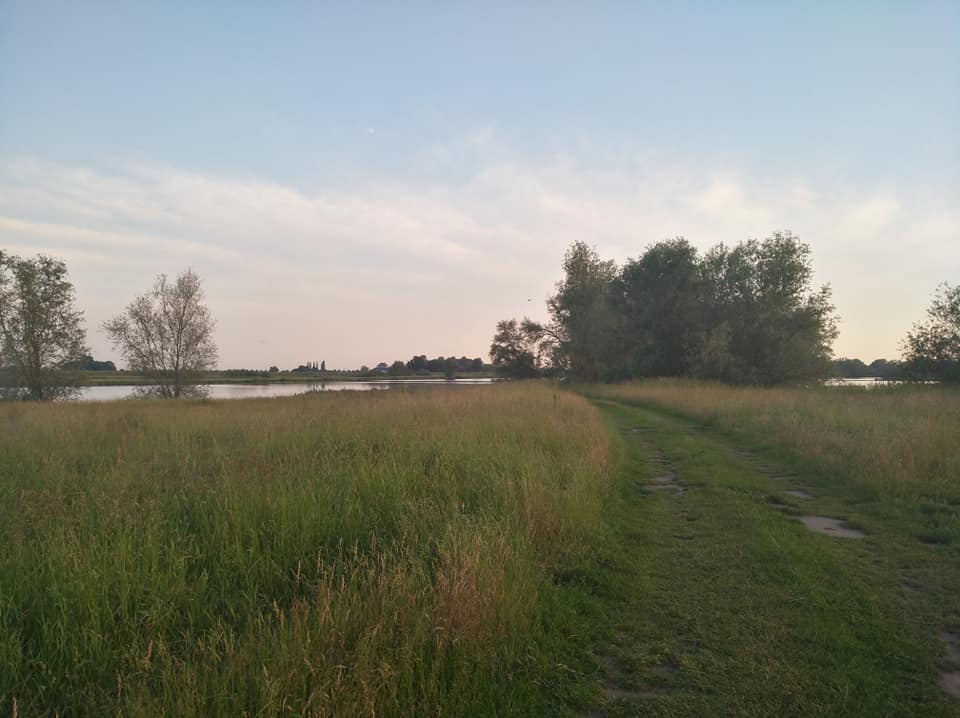
Het eiland De Welle met de Hank (L) en IJssel (R)
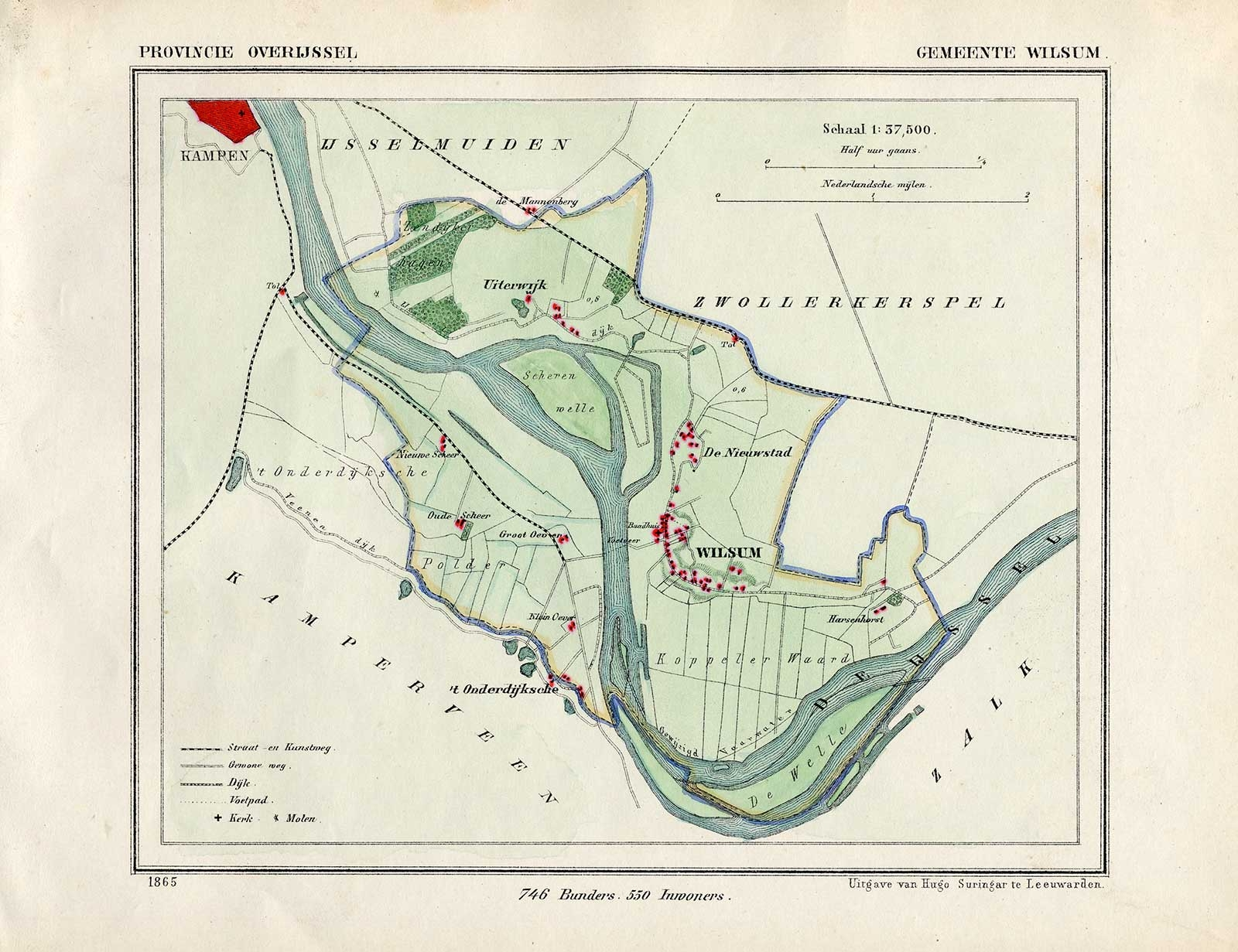
Kaart Gemeente Wilsum 1811-1937 waar het eiland De Welle, onderdeel vanuit maakt.